# 1642
1642 (MDCXLII) a fost un an comun al calendarului gregorian, care a început într-o zi de miercuri.

## Evenimente
- 1642 - 16 octombrie 1644: S-a ridicat Mănăstirea Agapia, ctitor fiind Gavriil Coci, hatman și frate al domnitorului Vasile Lupu (1634-1653). Înainte a existat un schit Agapia (Agapia Veche) întemeiat de niște pustnici aparținători de Mănăstirea Neamț, cu circa 450 de ani în urmă.
- 1642-1651. Războiul Civil Englez. O serie de trei conflicte desfășurate între regaliști și parlamentariști, disputa fiind guvernarea Angliei. S-a încheiat pe 3 septembrie 1651 cu victoria parlamentariștilor, executarea regelui Carol I și crearea Commonwealthului Angliei.

## Arte, știință, literatură și filozofie
- Blaise Pascal a inventat o mașină de calcul aritmetic.
- Este dat în folosință Canalul Briare⁠(d), care unește Sena și Loara.

## Decese
- 8 ianuarie: Galileo Galilei, 77 ani, fizician, matematician, astronom și filosof italian (n. 1564)
- 3 iulie: Maria de Medici, 69 ani, regină a Franței, a doua soție a lui Henric al IV-lea (n. 1573)
- 4 decembrie: Cardinalul Richelieu (n. Armand-Jean I. du Plessis de Richelieu), 57 ani, cleric, nobil și om politic francez (n. 1585)